# Pterodroma externa
Pterodroma externa е вид птица от семейство Procellariidae. Видът е световно застрашен, със статут Уязвим.

## Разпространение
Видът е разпространен в Гуам, Мексико, САЩ, Френска Полинезия и Чили.